# Bosc-Renoult-en-Roumois
Bosc-Renoult-en-Roumois es una comuna delegada francesa situada en el departamento de Eure, de la región de Normandía.

## Historia
Bosc-Renoult-en-Roumois era una comuna francesa que el uno de enero de 2017 pasó a ser una comuna delegada de la comuna nueva de Thénouville al fusionarse con la comuna de Theillement.
El uno de enero de 2018 pasó a ser una comuna delegada de la comuna nueva de Thénouville al fusionarse con las comunas de Theillement y Touville.

## Demografía
| Gráfica de evolución demográfica de Bosc-Renoult-en-Roumois entre 1800 y 2014 |
|                                                                               |

Los datos demográficos contemplados en este gráfico de la comuna de Bosc-Renoult-en-Roumois se han cogido de 1800 a 1999 de la página francesa EHESS/Cassini, y los demás datos de la página del INSEE.